# Andreï Chingarev
Andreï Ivanovitch Chingarev (en russe : Андрей Иванович Шингарёв ; 18 août 1869 - 7 janvier 1918) a été ministre de l'agriculture pendant le gouvernement provisoire russe en 1917.
Fils d'un marchand, il a fait des études de médecine à Moscou et a pratiqué à partir de 1895. Il a été arrêté puis transféré dans la Forteresse Pierre-et-Paul, malade il fut transporté dans  l'hôpital Martiskaya où il est assassiné.
Selon l'écrivain Nina Berberova Andreï Chingarev était membre de la franc-maçonnerie, comme presque tous les membres du gouvernement provisoire russe de 1917.